# Merk (Gattung)
Die Pflanzengattung Merk (Sium) gehört zur Familie der Doldenblütler (Apiaceae). Die etwa 10 bis 15 Arten haben ihre Verbreitungsgebiete in Afrika, Eurasien und Nordamerika.

## Beschreibung

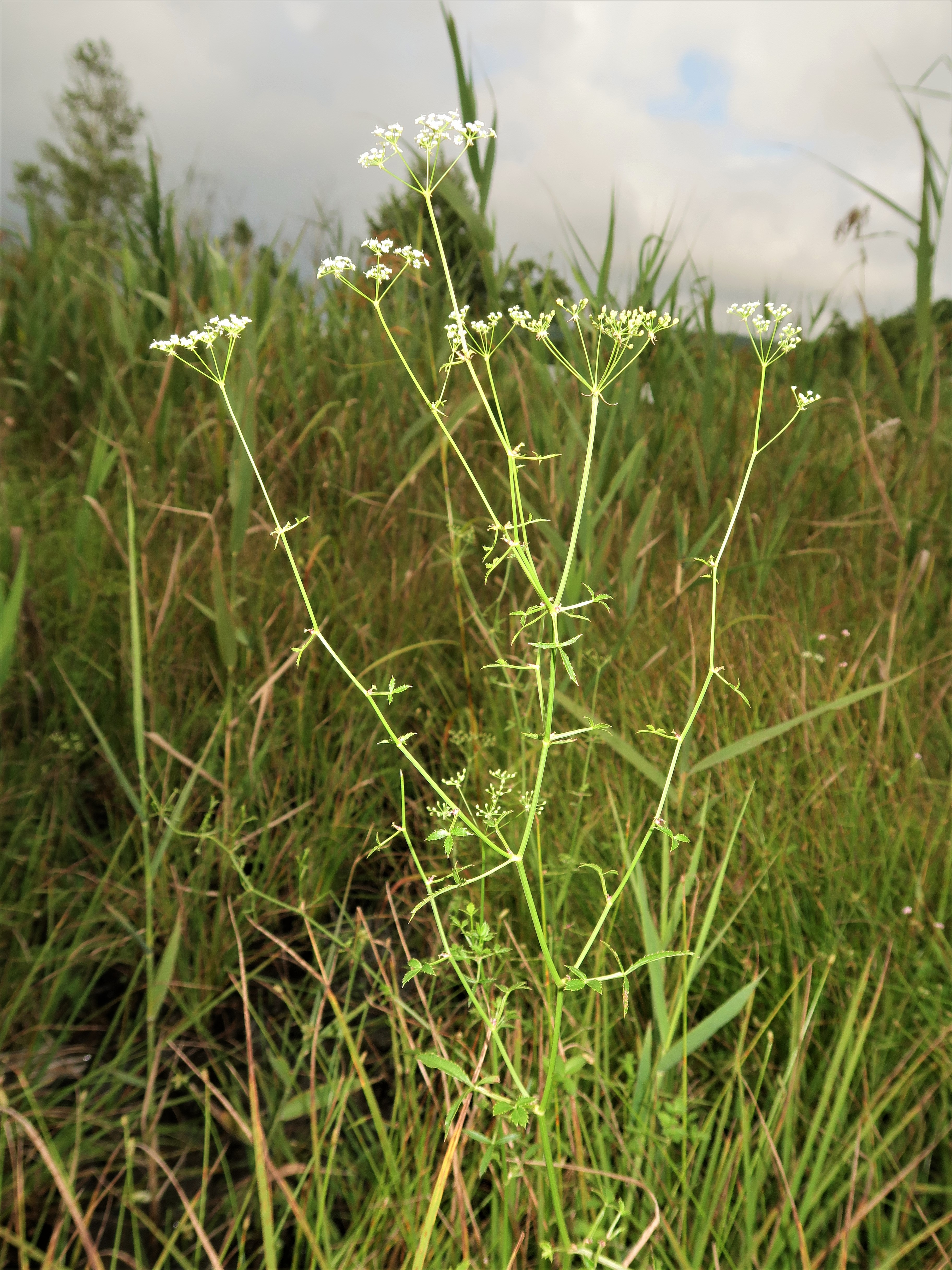
Habitus der Ninsi-Zuckerwurz (Sium ninsi)

Sium-Arten wachsen als ausdauernde krautige Pflanzen. Es sind Sumpf- oder Wasserpflanzen. Bei manchen Arten werden Bündel mit verdickten Wurzeln gebildet. Die oberirdischen Pflanzenteile sind kahl. An den verzweigten Stängeln können an den unteren Nodien Wurzeln gebildet werden. Die gestielten Laubblätter sind unpaarig gefiedert. Die ungestielten Fiederblättchen besitzen oft einen gesägten Blattrand.
Die Blüten stehen in end- oder seitenständigen Blütenständen zusammen; es sind Doppeldolden mit einfachen oder geteilten Hüllblättern und lanzettliche Hüllchen, die meist zurückgebogen sind. Die relativ kleinen Blüten sind zwittrig, radiärsymmetrisch und fünfzählig mit doppelter Blütenhülle. Die fünf, oft ungleichen, Kelchblätter sind auffällig oder winzig, manchmal fallen sie früh ab. Die fünf Kronblätter sind weiß. Die äußeren Blüten einer Doppeldolde besitzen oft verlängerte Kronblätter.
Die glatten Früchte besitzen einen bis zur Basis zweigespalten Karpophor.

## Systematik und Verbreitung

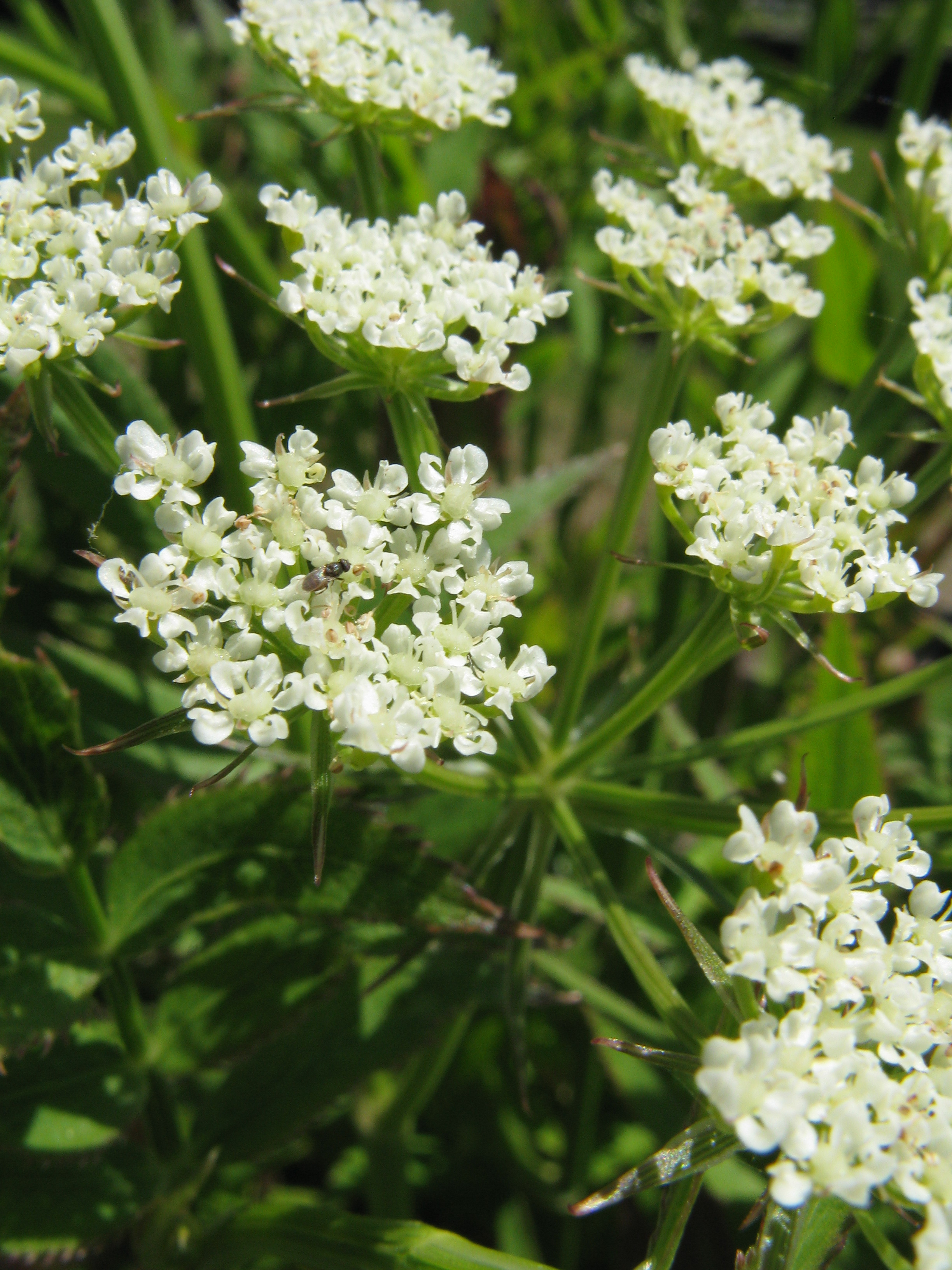
Doppeldoldiger Blütenstand von Sium suave var. nipponicum

Die Gattung Sium wurde 1753 durch Carl von Linné in Species Plantarum, 1, S. 251 aufgestellt. Als Lectotypusart wurde 1929 Sium latifolium  L. durch Albert Spear Hitchcock in Prop. Brit. Bot., S. 140 festgelegt.
Es gibt 10 bis 15 Sium-Arten (Auswahl):
- Sium frigidum Handel-Mazzetti: Dieser Endemit gedeiht in Höhenlagen von etwa 3500 Meter nur in Zhongdian im nordwestlichen Yunnan.[2]
- Breitblättriger Merk, Großer Merk, Merle oder Wassersellerie (Sium latifolium L.): Er ist in Europa, Kasachstan, Zentralasien, Sibirien und Xinjiang weitverbreitet.[3][2]
- Sium latijugum C.B.Clarke: Sie kommt vom nördlichen Afghanistan bis zum westlichen Himalaja vor.[4]
- Sium medium Fischer & C.A.Meyer: Sie ist in Kasachstan, Kirgisistan, Tadschikistan, Usbekistan und Xinjiang weitverbreitet.[2]
- Ninsi-Zuckerwurz[5] (Sium ninsi L.): Sie kommt in Japan und in Korea vor.[4]
- Sium sisaroideum DC.: Sie ist von Südwestasien bis Zentralasien in Afghanistan, Kasachstan, Kirgisistan, Russland, Tadschikistan, Turkmenistan, Usbekistan und Xinjiang weitverbreitet.[2]
- Zuckerwurzel (Sium sisarum L.): Sie ist von Ungarn, Ost- und Südosteuropa über Westasien und das Kaukasusgebiet bis Zentralasien weitverbreitet.[3]
- Sium suave Walter (Syn.: Sium cicutifolium Schrenk, Sium formosanum Hayata, Sium nipponicum Maxim.): Das weite Verbreitungsgebiet auf der Nordhalbkugel reicht von Ostasien (China, Taiwan, Japan, Korea) bis Sibirien sowie Russlands Fernem Osten und in Nordamerika von Alaska über Kanada und bis in die USA (viele Bundesstaaten bis Florida als südlichstem).[3][2]

Nicht mehr zur Gattung Sium gehören:
- Schmalblättriger Merk (Sium erectum Huds., Sium angustifolium L., Sium thunbergii DC.) ⇒ Gewöhnliche Berle (Berula erecta (Huds.) Coville)
- Sium douglasii DC. ⇒ Cicuta douglasii (DC.) J.M.Coult. & Rose